# Shane Mosley
Pour les articles homonymes, voir Mosley.
Shane Mosley est un boxeur américain né le 7 septembre 1971 à Lynwood, Californie.
Il a remporté le titre de champion du monde dans 3 catégories différentes: en poids légers (ceinture IBF de 1997 à 1999), en welters (ceinture WBC de 2000 à 2002) et en super welters (ceinture WBA & WBC en 2003 et 2004). Il a notamment battu à deux reprises son compatriote Oscar de la Hoya en 2000 et 2003.

## Carrière
Shane Mosley s'empare du titre IBF des poids légers le 25 novembre 1997, en battant au point Philip Holiday, il défend son titre 8 fois notamment contre John John Molina qu'il bat par k-o technique en 8 rounds, Jesse James Leija par k-o technique au 9e round et Golden Johnson par k-o au 7e round. Il abandonne son titre après une nouvelle défense victorieuse contre John Brown.
Le 17 juin 2000, il affronte le tenant du titre WBC des welters Oscar De La Hoya qu'il bat de justesse au point. Il défend ce titre 3 fois, avant d'affronter son compatriote Vernon Forrest le 26 janvier 2002. Mosley ne trouvera pas de solution face à Forrest qui après avoir déjà battu Mosley dans les rangs amateurs récidivera en s'emparant au point du titre WBC à l'unanimité. La revanche a lieu six mois plus tard. Le combat est un peu plus serré mais Mosley perd à nouveau par décision unanime.
Au printemps 2003, à la suite des investigations de l'affaire Balco, son nom apparaît dans une liste de clients du laboratoire fournissant stéroïdes et hormones de croissance à certains sportifs.
Il rencontre de nouveau Oscar De La Hoya le 13 septembre 2003, mais cette fois-ci pour le gain des ceintures WBA et WBC des poids super-welters le combat est à nouveau serré, mais Mosley s'impose au point 115-113, 115-113 et 115-113 et ainsi sacré champion dans une 3e catégorie de poids après les légers et les welters.
Il ne conserve pas longtemps ses ceintures. Six mois après avoir vaincu De La Hoya, Mosley affronte son compatriote et habile technicien Winky Wright. Celui-ci maîtrisera Mosley au point et s'emparera des ceintures. Il accordera une revanche à Mosley quelques mois plus tard pour un résultat plus serré mais identique.
Mosley remporte ensuite deux nouvelles victoires contre deux bons boxeurs, avant d'affronter le féroce Fernando Vargas. Ce combat est serré et violent, les deux boxeurs ne se ménageant pas. Mosley remporte néanmoins ce combat en mettant k-o Vargas au 10e round. Il accorde une revanche à Vargas le 15 juillet 2006, mais ce combat sera plus aisé pour Mosley qui domine Vargas et le met k-o au 6e round. Il bat ensuite Luis Collazo au point, avant d'affronter le champion WBA des welters, le Portoricain Miguel Cotto le 10 novembre 2007. Malgré un bon combat de Mosley, le Portoricain en fait un peu plus et s'impose au point. Son combat suivant l'oppose au fumeux Nicaraguayen Ricardo Mayorga. C'est un nouveau combat serré pour Mosley, mais son punch parle à nouveau au 12e round où il met k-o Mayorga.
Le 24 janvier 2009, soit 5 ans après son dernier titre, Mosley bat au Staples Center de Los Angeles Antonio Margarito par arrêt de l'arbitre à la 9e reprise et lui ravit la ceinture WBA des poids welters,.
Le 1er mai 2010, il s'incline aux points face à Floyd Mayweather Jr. à l'unanimité des juges. Mayweather ayant refusé de payer les honoraires requis pour que le titre WBA soit en jeu, celle-ci destitue Mosley de son statut de super champion le 21 mai 2010. Le 18 septembre 2010, il fait match nul contre l'ancien champion WBC Sergio Mora puis perd aux points contre Manny Pacquiao le 7 mai 2011 et Saúl Álvarez le 5 mai 2012.
Après avoir annoncé sa retraite, il fait son retour et combat le mexicain Pablo Cesar Cano le 19 mai 2013. Il est déclaré vainqueur par décision unanime des juges. Le 27 novembre 2013 il affronte l'australien Anthony Mundine mais perd par k-o technique au 7e round, à la suite d'un problème d'épaule, il annonce à nouveau sa retraite. Le 29 août 2015 Mosley revient à nouveau sur les rings pour affronter de nouveau 7 ans après leur premier combat, le Nicaraguayen Ricardo Mayorga le résultat sera identique à celui du premier, et Mayorga finira k-o dans la 6e reprise. Il bat par k-o Patrick Lopez, puis rencontre l'arménien David Avanesyan pour le titre WBA par intérim des poids welters le 28 mai 2016, mais perd le combat par décision unanime.

## Distinction
- Shane Mosley est membre de l'International Boxing Hall of Fame depuis 2020.